# RTC Kranjska Gora

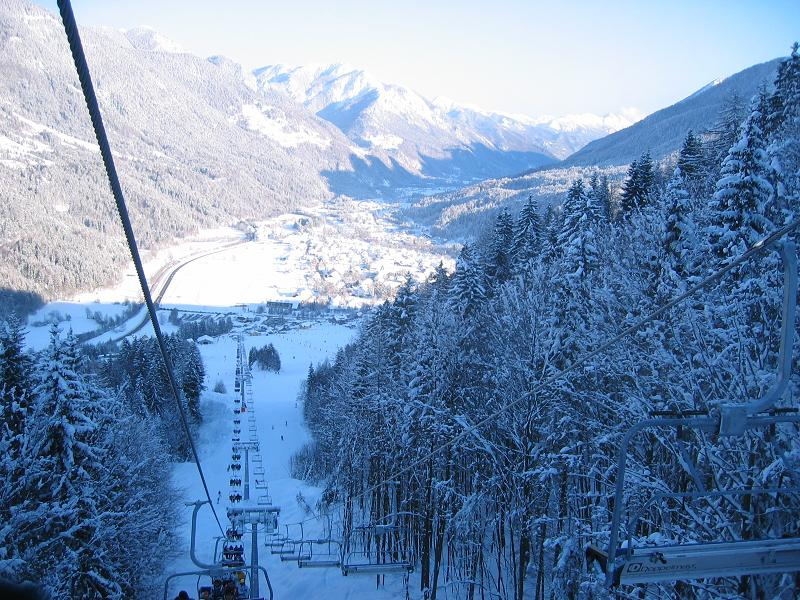
Sedačková lanovka Vitranc 1 lyžařského střediska Kranjska Gora

RTC Kranjska Gora (Recreational tourist center Kranjska Gora) je lyžařské středisko ve Slovinsku. Leží nedaleko obce Kranjska Gora ve stejnojmenné občině a zasahuje částečně také do Triglavského národního parku. Skiareál Kranjska Gora se rozprostírá kolem hory Vitranc a nachází se v blízkosti státní hranice s Rakouskem a Itálií. Hlavní sjezdovky střediska se svažují především do obcí Kranjska Gora a Podkoren, některé jsou ukončeny také ve vesnicích Mojstrana a Rateče. První lyžařská sjezdovka zde byla do provozu uvedena již v roce 1948. Nedaleko se nachází horské údolí a skiareál Planica. Kranjska Gora nabízí přes 30 km sjezdovek pro alpské sjezdaře a přes 40 km tratí pro běžecké lyžování. Středisko je pravidelným pořadatelem závodů Světového poháru v alpském lyžování.